# 刘伟 (米哈游)
刘伟（1987年—），經常被玩家暱称為大伟哥，上海市人大代表，中国企业家及電子遊戲製作人，是遊戲公司米哈游的创始人之一，為现任米哈游总裁兼董事长。

## 經歷
刘伟出生於湖南省长沙市宁乡县，中學就讀於宁乡市第一高级中学，本科就读于上海交通大学，后在上海交通大学修读电子工程硕士，并在佐治亚理工学院修读电子计算机工程硕士。大学时期的刘伟性格孤僻，直到擔任学生会主席才有所改變，學生會的經歷也有助於他日後創業担任管理职位。在校研究生期間和同校另外三人開發一個主打自由寫作的開源文學社區專案，專案在中科院科技創新大賽中獲獎，之後團隊又開發遊戲引擎「Misato」。畢業後，刘伟、蔡浩宇、罗宇皓三人決定創業，并成立了米哈遊，團隊的目標是「国内ACG领域的空缺，打造国内同人游戏品牌」。早期公司幾乎沒有獲得外部融資，直到2014年公司才因為《崩坏学园2》的成功得到發展。2021年9月24日，米哈游的中共党支部升格为党委，劉偉出任中共上海米哈游网络科技股份有限公司委员会的黨委書記。截止2021年，以劉偉名義註冊的米哈遊關聯企業有22家，企業業務範圍包括技術、市場、漫畫、影視等，劉偉被認為是米哈游在探索新業務的主要負責人。
2020年12月，劉偉出任心動網絡的非执行董事和战略发展委员会成员。2022年7月，劉偉出任上海市工商业联合会兼职副会长一職。同年12月出任上海市第十六届人民代表大会代表。
2023年，刘伟获得全国五一劳动奖章。同年9月，蔡浩宇卸任米哈遊法定代表人和董事長，由劉偉出任，同時劉偉卸任多家米哈遊子公司的董事長和法定代表人。2023年12月，劉偉辭去心動網絡相關職務。
2025年4月28日，刘伟被授予“全国劳动模范”称号。

## 遊戲中的形象
創業初期，劉偉需要身兼多職，除了美術以外，所有工作都嘗試過，其中客服的工作讓他在遊戲社區與玩家有很多的交流和接觸，被玩家稱呼為「大伟哥」。米哈游团队并没有花费太多精力进行正式的营销，而是通过与粉丝的互动来推广。在社区活动中，粉丝们为他设计的一个没有特征、脸上写着“伟”字的光头形象最受欢迎。刘伟后来在各种媒体活动中都以「大伟哥」这个角色的身份出场，还作為遊戲角色出現在米哈遊旗下的《崩坏学园2》之中，在《原神》中則以遊戲中的怪物「丘丘人」為藍本設計的角色“奇怪的丘丘人”（「大伟丘」）登場。